# Campo (Córcega del Sur)
Campo (en corso Campu) es una comuna francesa del departamento de Córcega del Sur, en la colectividad territorial de Córcega.

## Demografía
| 134 | 140 | 130 | 56 | 65 | 77 | 76 | 95 | 101 |
| Para los censos de 1962 a 1999 la población legal corresponde a la población sin duplicidades (Fuente: INSEE [Consultar]) |     |     |    |    |    |    |    |     |